# ميلتداون
ميلتداون (بالإنجليزية: Meltdown)‏ هي ثغرة أمنية في معالجات إنتل وآي بي م وبعض المعالجات المبنية على معمارية ARM، تسمح هذه الثغرة للمخترقين من الوصول إلى المعلومات السرية المخزنة في الذاكرة على أنظمة تشغيل الحواسيب العاملة بأنظمة مايكروسوفت وأبل ونظام لينوكس ، بالإضافة إلى أنظمة الهواتف المحمولة .
اكتشف باحثون في المشروع صفر (جوجل) بالإضافة إلى فريق آخر من باحثين أكاديميين المشكلة في 2017، ولكن تواجدت هذه المشكلة في المعالجات منذ زمن طويل قد يصل إلى 20 عامًا، وذلك لأن هذه المشكلة لا تنتج عن كود حوسبي تم كتابته بشكل سيء، ولكن المشكلة تكمن في الطريقة التي يتم تصميم المعالجات بها ، ومن المفترض أن تسهل المعالجات من الوصول إلى المعلومات السرية في الوقت الذي تستعد فيه لتشغيل عملية المعالجة التالية على الحواسيب.